# Disternich
Disternich ist ein Ortsteil der Gemeinde Vettweiß im Kreis Düren in Nordrhein-Westfalen.

## Lage
Der Ort liegt östlich von Vettweiß auf dem Steilhang des Neffelbaches, einer tektonischen Setzung in der Zülpicher Börde.
Nachbarorte sind Sievernich, Müddersheim, Weiler in der Ebene (Stadt Zülpich) und Vettweiß.

## Verkehr

### Straßen
Direkt am Ort vorbei führt die alte römische Heerstraße von Zülpich nach Neuss. Sie wurde in Ortsnähe von der Aachen-Frankfurter Heerstraße gekreuzt. Dem Verlauf der Heerstraße folgt heute die Bundesstraße 477. Durchgangsverkehr gibt es im Ort nicht.

### Personennahverkehr
Busse des Rurtalbus binden den Ort durch die AVV-Linien 208 und 232 an den öffentlichen Personennahverkehr an. Zusätzlich verkehrt an Samstagen nachmittags die Linie RufBus 208 anstelle der Linienbusse. Bis zum 31. Dezember 2019 wurde die Linie 208 von der Dürener Kreisbahn (DKB) bedient.
| Linie      | Verlauf |
| ---------- | --- |
| 208        | Düren Kaiserplatz – Distelrath – (Merzenich Rathaus –) Schöne Aussicht – Girbelsrath – Eschweiler über Feld – Nörvenich Alter Bf – Nörvenich Hommelsh. Weg – Hochkirchen – (Irresheim –) Eggersheim – Lüxheim – Gladbach – Müddersheim – Disternich – Sievernich – Bessenich – Zülpich Frankengraben – Adenauerpl./Schulzentr. |
| 232        | Sievernich – Disternich – Müddersheim – Gladbach – Poll – Dorweiler – Pingsheim – Herrig – Lechenich |
| RufBus 208 | Rufbus: Nörvenich Hommelsh. Weg – Irresheim – Eggersheim – Lüxheim – Gladbach – Müddersheim – Disternich – Sievernich – Bessenich – Zülpich Adenauerpl./Schulzentr. (Sa nachmittags/abends) |

### Schienenverkehr
Bereits ab 1909 fuhr die Kleinbahn der DKB von Distelrath über Nörvenich am Ort entlang nach Zülpich und Embken, an der Disternich einen kleinen Bahnhof hatte. Der Verkehr wurde zunächst mit Dampfzügen, ab 1938 mit Dieseltriebwagen durchgeführt. Ab 1957 verkehrten elektrische Triebwagen der Straßenbahn. Der Personenverkehr wurde 1960 auf Busse umgestellt. Nach der Einstellung des Güterverkehrs 1962 wurde die Strecke stillgelegt und abgebaut.

## Geschichte
Disternich wurde schon von den Kelten um 400 v. Chr. besiedelt. Erstmals erwähnt wird der Ort als Dextriniacum. Im Jahre 1447 wird ein Ritter Rost von Disternich als Besitzer der Burg genannt.
Am 5. August 1922 wurde in Disternich die erste Ortsgruppe der Bodenreformer im Kreis Düren gegründet.
Am 1. Januar 1969 wurde Disternich nach Müddersheim eingemeindet. Der Ort kam zusammen mit Müddersheim am 1. Januar 1972 im Rahmen des Aachen-Gesetzes zur neuen Gemeinde Vettweiß.

## Sehenswürdigkeiten
- alte Fachwerk- und Gutshäuser
- die Hallenburg (von einem Vorbesitzer namens Hall abgeleitet) (Privatbesitz)
- die Pfarrkirche St. Mariae Himmelfahrt
- die ehemalige Disternicher Mühle

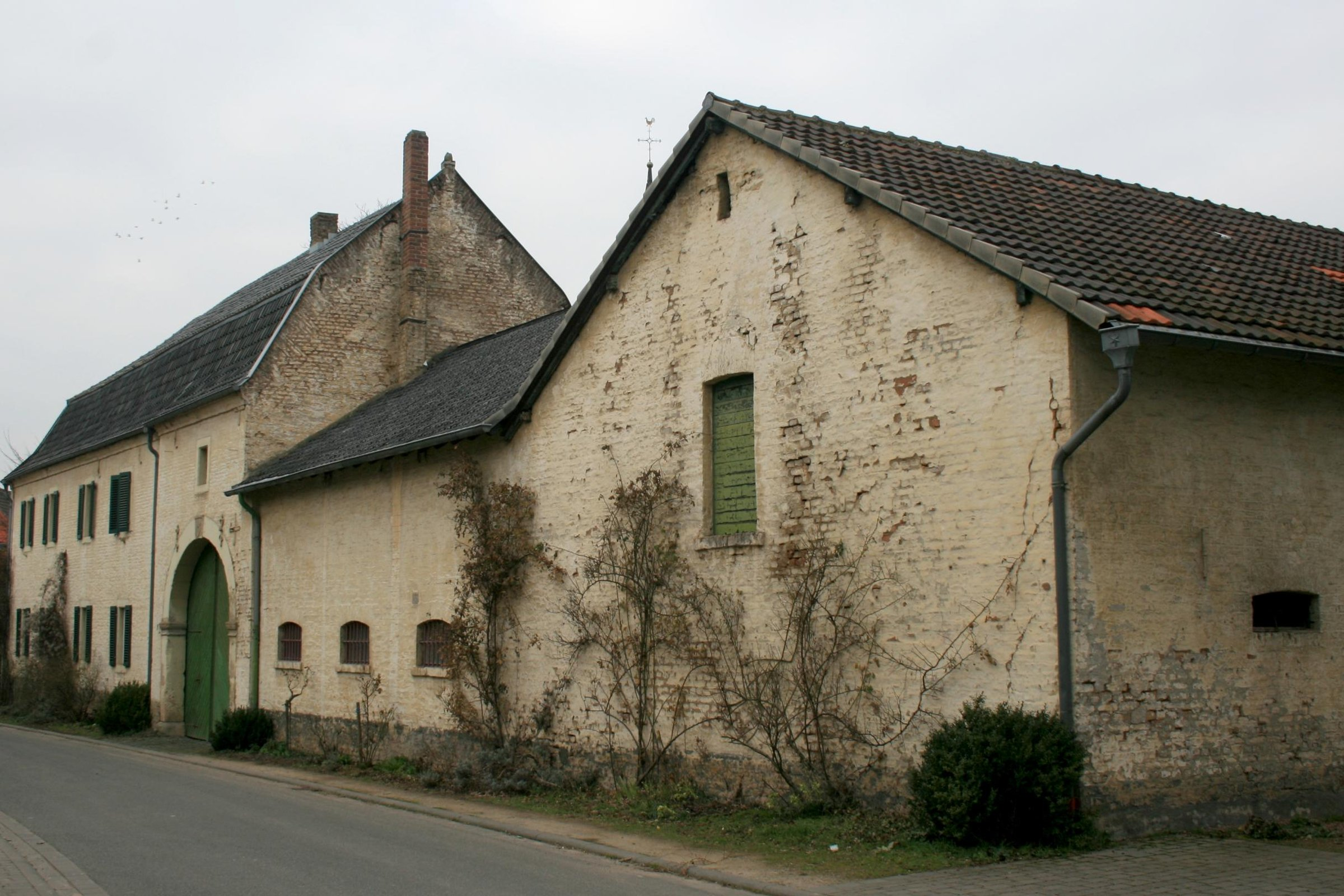
Frohnhof, erbaut im 18. Jh.
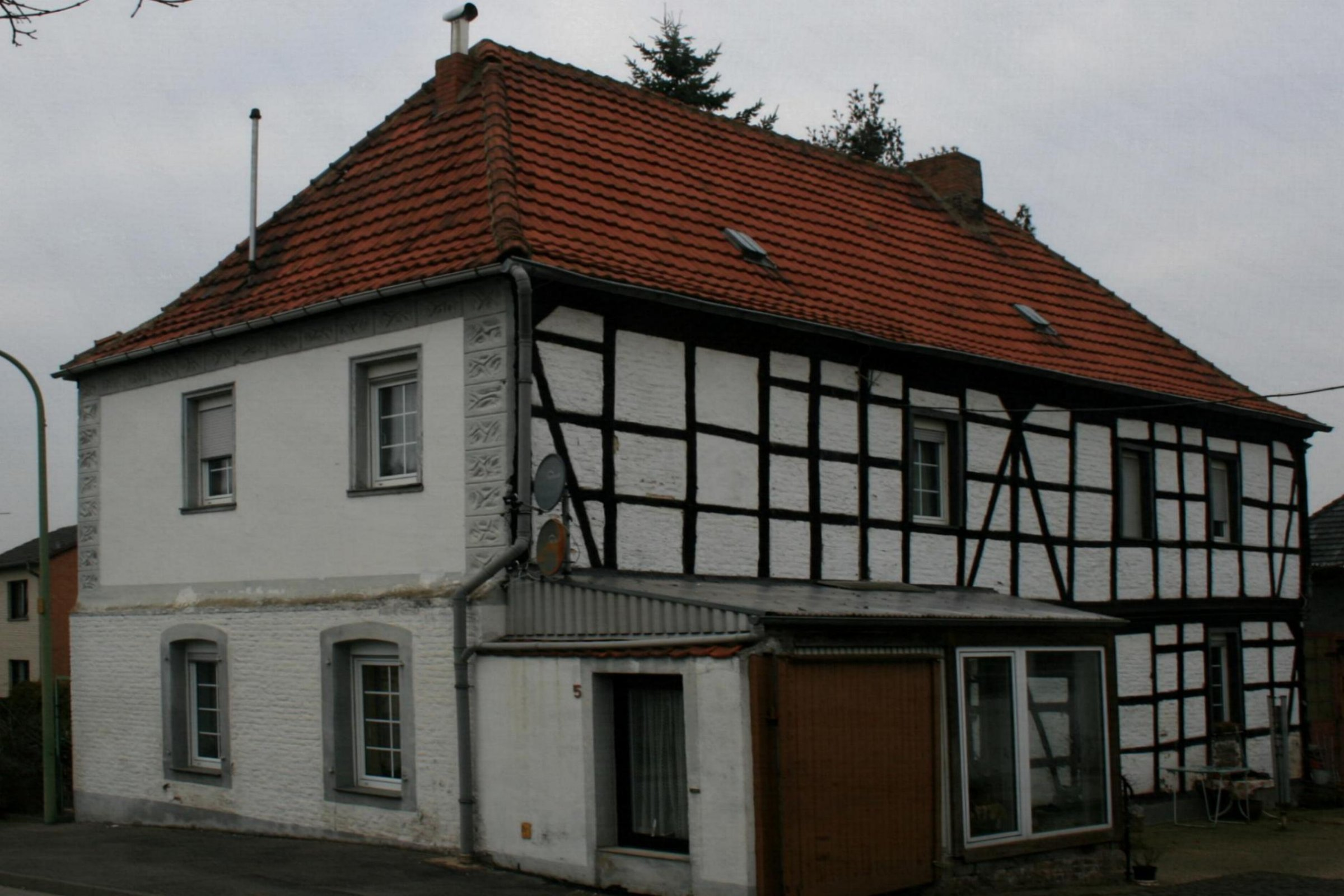
Wohnhaus, erbaut im 18. Jh.
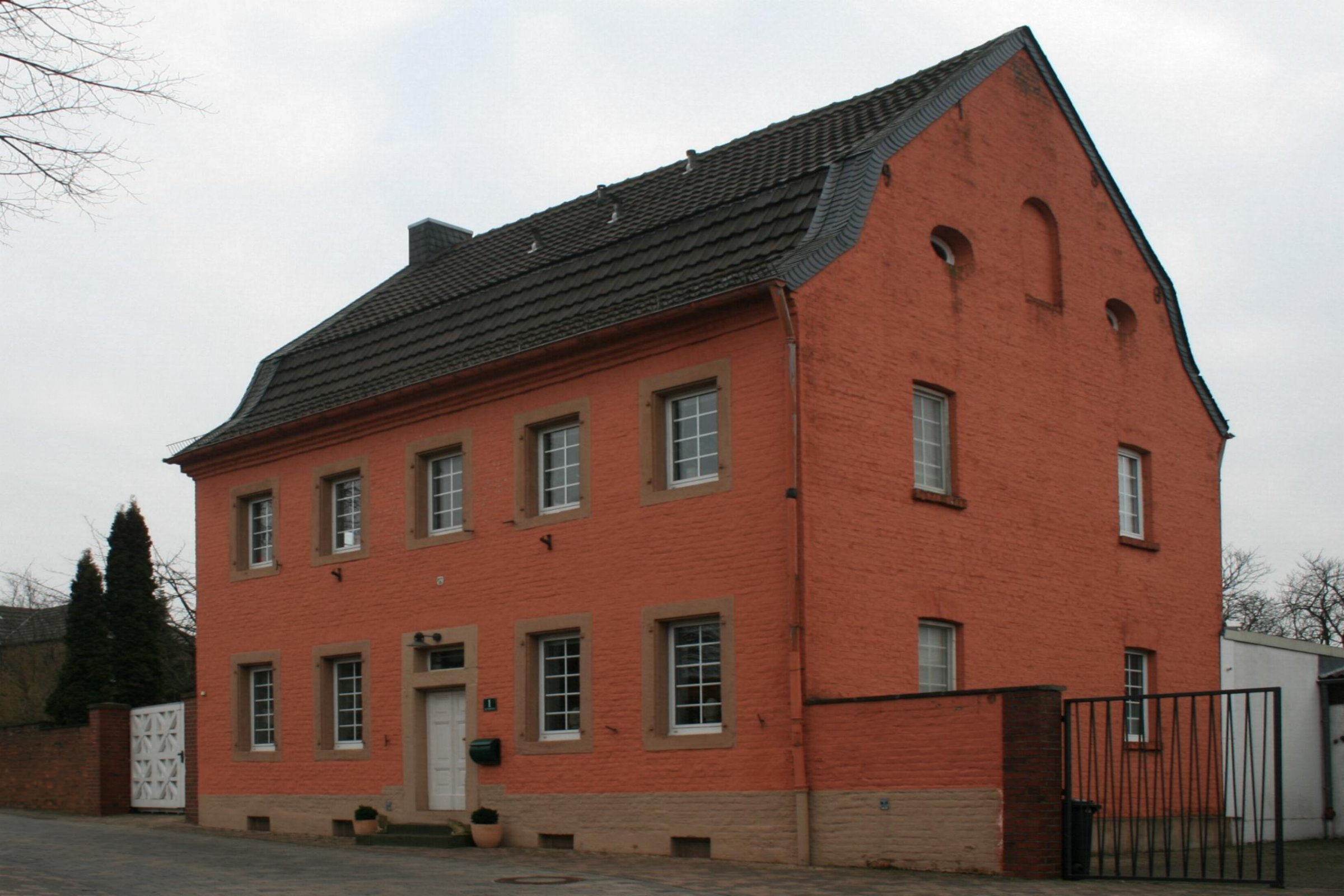
ehem. Pfarrhof
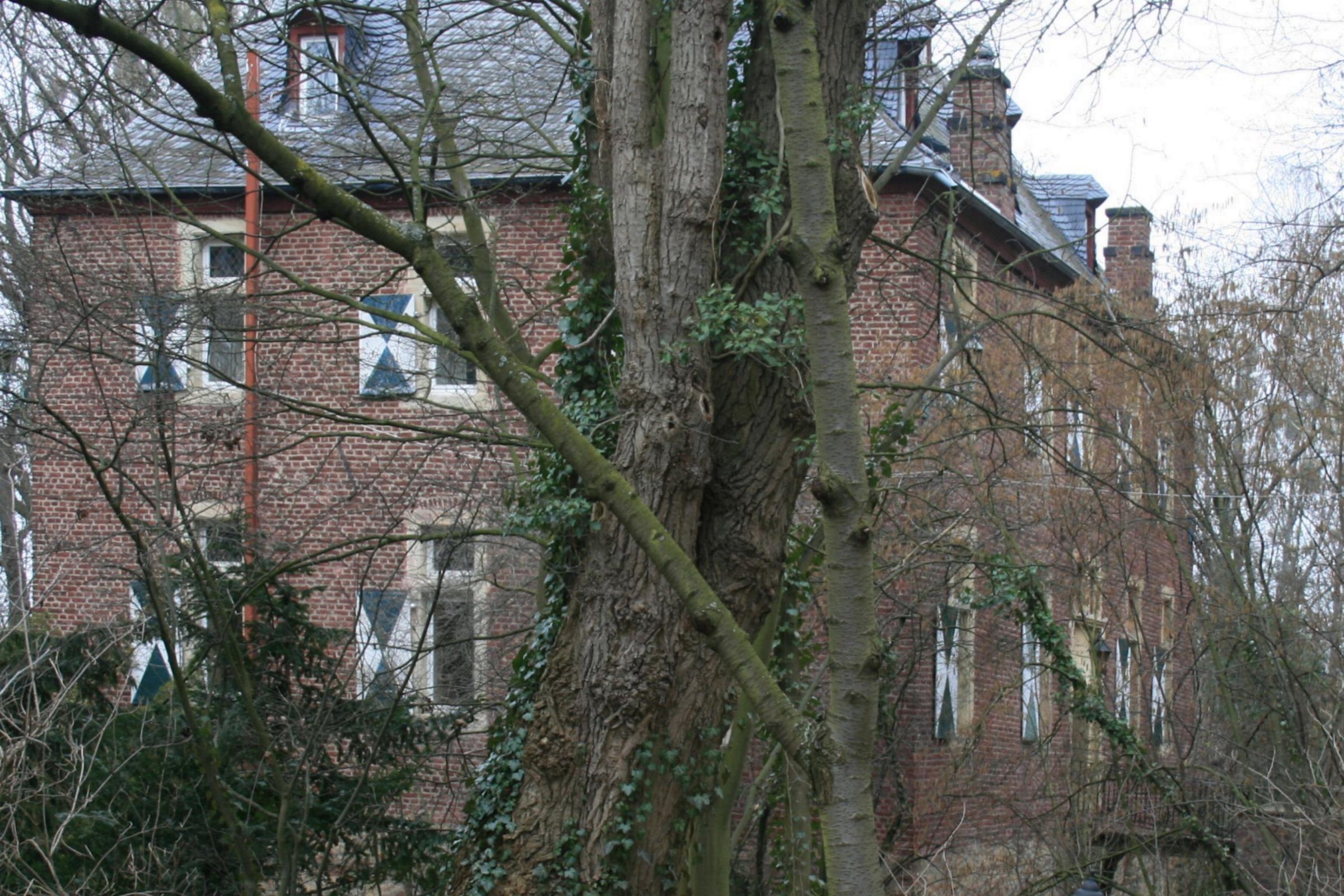
Hallenburg, erbaut im 16. Jh.

## Kirche
Der Backsteinbau der Kirche stammt aus dem 18. Jahrhundert. Erste Erwähnung findet aber schon eine Marienkirche im Jahre 1171. 1854 wird Disternich eigenständige Pfarre (früher zu Sievernich gehörend).

## Persönlichkeiten
- Arnold Joseph Monar (* 1860 in Disternich; † 1911 in Bonn), Organist in Bonn, Komponist und Herausgeber zahlreicher Orgelwerke

## Vereine, Vereinigungen
- TC Neffeltal Disternich 1922 e. V.
- KG Desteniche Heedmösche
- katholischer Jugendclub Disternich
- Freiwillige Feuerwehr Vettweiß, Löschgruppe Disternich mit Jugendfeuerwehr
- Treckerfreunde Disternich
- St. Josef Schützenbruderschaft Disternich
- Sportclub Disternich
- IG Disternicher Ortsvereine
- Lebensgemeinschaft Burg Disternich

## Bildung
Die Grundschulkinder werden mit Schulbussen nach Kelz gebracht. Weiterführende Schulen gibt es in Düren und Zülpich.
Im Dorf gibt es einen Kindergarten, der von der Arbeiterwohlfahrt betrieben wird.

## Sonstiges
- Traurige Berühmtheit erlangte der Ort vor vielen Jahren, als aus der Schenkenburg eine echte, sehr teure Stradivari-Geige entwendet wurde. Die Burg gehörte früher Catharina Schenkel.
- Auf der Hallenburg (Burg Disternich) lebt seit 2017 eine Lebensgemeinschaft.[5]
- In Disternich hat die Fundus-Gruppe einen Teil ihrer Büros.
- Als Versammlungsstätte steht eine Bürgerhalle zur Verfügung.
- Im Ort befindet sich das Gestüt von Peter Schiergen, der hier Traber trainiert (siehe Derby (Pferdesport)).
- Disternich konnte 1971 und 1977 jeweils eine Bronzemedaille im Wettbewerb Unser Dorf soll schöner werden auf Landesebene erringen.